# Lăutarii de pe Valea Jiului

## Lăutarii din Rovinari
În Rovinari cel mai cunoscut taraf de lăutari a fost cel condus de violonistul Nicolae Burlan zis Pătatu (n. 1919 – d. ?), originar din Poiana. Taraful său se compunea din solista și chitarista Ilinca Burlan (n. 1920 – d. ?), violonistul Constantin Burlan (n. 1888 – d. ?), bracistul Ion Burlan și basistul Dumitru Burlan. În 1938 au fost descoperiți de Constantin Brăioiu, în timpul unor cercetări monografice. Au fost realizate atunci înregistrări pe cilindri de fonograf. În același an, Ilinca Burlan și lăutarii din taraful lui Nae Pătatu sunt invitați la București pentru a fi înregistrați și pe discuri de gramofon. Peste câteva luni au apărut pe piață primele plăci ale lăutarilor la casele de discuri Electrecord și Columbia Records. 

## Lăutarii din Târgu Jiu
Un alt centru muzical important din Gorj este orașul Târgu Jiu și satele vecine. În perioada interbelică s-au aflat în oraș mai multe cârciumi și boegi (La Gelepu”, „La Nicolăescu”, „La Hortopan”, „La Rasoviceanu”, „La Chițu Mille”, „La Gică Coți”, „La Plăveți”, „La Caramete”, „La Mitu Antonescu”, „La Bodega Călinoiu”, „La Dincă”, „La Sârbu cel Mic”, „La Pătruț”), unde au fost angajați lăutarii orașului sau alții veniți din județ.
La începutul secolului al XX-lea, cea mai cunoscută ceată de lăutari din Târgu Jiu a fost cea a fraților Constantin (n. 1878 - d. ?), Ion (n. 1889 – d. 1938) și Noană Bobirci (n. 1896 – d. 1951). 
Altă familie vestită de lăutari a fost cea a lui Suchici. Majoritatea membrilor erau buni muzicieni: Gheorghe Suchici zis Ciuchină(n. 1905 – d. ?), Doina Suchici – acordeonistă, pianistă și profesoară la Conservatorul din București și violoniștii Grigoriță și Filfi.

## Lăutarii din Peșteana
Lăutarii de la Peșteana-Jiu au fost neîntrecuți instrumentiști și soliști, în repertoriul cărora figurau balade, cântece lungi și jocuri populare locale. Înainte de anul 1900 în localitate a cântat lăutarul Stângaciu, poreclit astfel întrucât cânta la vioară cu mâna stângă. Alături de el a cântat bracistul român Costache al lui Bălă. La sfârșitul secolului al XIX-lea și începutul secolului al XX-lea, în Peșteana-Jiu a devenit cunoscută banda violonistului Alexandru Prună, în care mai cânta chitaristul Ioniță zis Mataloi. Lăutarii cântau la hora satului, la nunți, botezuri, bâlciuri, hramuri, clăci și la cele trei cârciumi din localitate.
Prima bandă vestită din localitate a fost cea a vioristului Ion Prună zis Gogănel (n. 1875 – d. ?). Din formația sa au făcut parte: Eugenia Prună (chitară și voce), Dumitru Mihu zis Bilan (chitară), I. Baranc zis Bucătar (braci) și Grigore Strinu zis Cotoi (bas).
Tot în prima jumătate a secolului al XX-lea la Peșteana-Jiu a activat și taraful vioristului Grigore Mihu zis Costică al lui Ciucă (n. 1910 – d. 1982). A cântat inițial cu frații săi: Ionel și Constantin Mihu. Ulterior și-a format propriul taraf, format din: Polena Mihu (voce), Iosif Mihu (bas), Gheorghe Feraru (braci) și Aurică Ursaru (chitară). Cel mai vestit în Peșteana-Jiu a fost fratele său, violonistul Ionel Mihu (n. 21 octombrie 1920 – d. 1973). Acesta a cântat cu soția sa, Nuți, prima acordeonistă din Peșteana și cu Ionel Bâlteanu (țambal), Traian Mihu (acordeon) și Stelică Țambu (bas).
Lăutarii din Peșteana-Jiu s-au organizat la 16 septembrie 1956 într-un taraf mare, denumit „Doina Jiului”, condus de Ionel Mihu. Pe lângă lăutarii băștinași, din taraf au făcut parte și violonistul Dinu lui Nice din Ohaba, naistul I. Mihu zis Muscalagiu din Valea cu Apă, violonistul Ghiocel din Valea cu Apă, violonistul Victor Ivașcu din Fărcășești, violonistul Gheorghe Burlan zis Turlă din Valea cu Apă.
Formațiile actuale de lăutari din Peșteana-Jiu s-au modernizat, apelând la stații de amplificare și instrumente noi (orga, bateria). Cele mai cunoscute sunt: cea a violonistului Emil Mihu (n. 1960), a violonistului Dumitru Mihu zis Titi (n. 1959), a violonistului Nicu Drulă (originar din Pârâu de Pripor) și a violonistului Stelu Lăcătușu.